# Tioulong Saumura
Tioulong Saumura (en camboyano: ជូឡុង សូមូរ៉ា; Nom Pen, 9 de julio de 1950) es una política, analista financiera, aristócrata y activista camboyana. Fue miembro del Partido Nacional de Rescate de Camboya y elegida en 2003 para representar a Nom Pen en la Asamblea Nacional de Camboya. También fue vicegobernadora del Banco Central de Camboya de 1993 a 1995.

## Biografía
Saumura nació en 1950 como una de las siete hijas del ex primer ministro de Camboya Nhiek Tioulong y Lok Chumteav Measketh Samphotre. Junto a sus seis hermanas pasó gran parte de su infancia fuera de Camboya, principalmente en Francia, pero también en Moscú y Tokio. Mientras estuvo en Francia, obtuvo un posgrado en economía de la Universidad de París en 1974. Ese mismo año, obtuvo un diploma de Ciencias Políticas en el Instituto de Ciencias Políticas de París.
En 1980, obtuvo un MBA en el INSEAD (Instituto Europeo de Administración de Empresas), considerada una de las mejores escuelas de negocios del mundo, y obtuvo un título adicional en análisis financiero. Al igual que su marido, tiene la doble nacionalidad francesa.
En 1981 se convirtió en miembro del partido monárquico Funcinpec desde su fundación. Su marido Sam Rainsy fue uno de los candidatos del partido, que ganó las elecciones de ese año y posteriormente fue nombrado ministro de Finanzas. Entre 1988 y 1993, fue Presidenta y directora general de Mobiliere Conseil, una empresa de asesoramiento bursátil especializada en el mercado del sudeste asiático.
Después de la Guerra civil de camboyana, cuando los vietnamitas se retiraron de Camboya y la Autoridad Provisional de las Naciones Unidas en Camboya comenzó a implementar el Plan de Arreglo de la ONU, Saumura y su esposo, el líder de la oposición Sam Rainsy, regresaron a Camboya en 1992.
Saumura se convirtió en vicegobernadora del Banco Central de Camboya en 1993. Negoció y supervisó la aplicación de los primeros programas de apoyo del Fondo Monetario Internacional (FMI) en Camboya. Dejó el Banco Central en 1995, el mismo año en que su marido fundó el Khmer Nation Party (KNP), precursor del Sam Rainsy Party (SRP).
En 1998, se convirtió en diputada por primera vez, representando a Nom Pen durante la segunda Asamblea Nacional de Camboya. Fue reelegida en 2003. En 2008, se convirtió en uno de los 26 miembros del SRP en la cuarta Asamblea Nacional de Camboya.
El 16 de noviembre de 2017, fue una de los 118 miembros de alto rango del partido CNRP excluidos de la política durante cinco años.